# Пирятинский комбинат хлебопродуктов
Пирятинский комбинат хлебопродуктов (укр. Пирятинський комбінат хлібопродуктів) — предприятие пищевой промышленности в городе Пирятин Полтавской области.

## История
Пирятинский комбинат хлебопродуктов был создан в 1963 году в соответствии с седьмым пятилетним планом развития народного хозяйства СССР и в советское время входил в число ведущих предприятий города.
После провозглашения независимости Украины комбинат перешёл в ведение министерства сельского хозяйства и продовольствия Украины.
В марте 1995 года Верховная Рада Украины внесла КХП в перечень предприятий, приватизация которых запрещена в связи с их общегосударственным значением.
После создания в августе 1996 года государственной акционерной компании "Хлеб Украины" комбинат стал дочерним предприятием ГАК "Хлеб Украины", после создания 11 августа 2010 года Государственной продовольственно-зерновой корпорации Украины комбинат был включён в состав предприятий ГПЗКУ.
В 2013 году на комбинате был введён в эксплуатацию зерносушильный узел (общая стоимость выполненных работ составила 3,6 млн. гривен). В 2014 году комбинат входил в число ведущих предприятий Пирятинского района.
В мае 2016 года Кабинет министров Украины вынес на рассмотрение вопрос о возможности приватизации комбината.

## Современное состояние
Основными функциями предприятия являются хранение и переработка зерна. Общая ёмкость складов комбината составляет 39 тыс. тонн, перерабатывающие мощности обеспечивают возможность производства 33,5 тыс. тонн сортовой и обойной муки в год.